# المو (کنتاکی)
المو، کنتاکی (به انگلیسی: Almo, Kentucky) یک منطقهٔ مسکونی در ایالات متحده آمریکا است که در کنتاکی واقع شده‌است.

## خصوصیات
المو ۱۳۱٫۰۷ متر بالاتر از سطح دریا واقع شده‌است.